# Harold Macmillan
Maurice Harold Macmillan, 1.º Conde de Stockton, OM, PC (10 de fevereiro de 1894 — 29 de dezembro de 1986), foi um político britânico e o primeiro-ministro do Reino Unido de 1957 a 1963.
As experiências traumáticas vividas nas trincheiras, durante a Primeira Guerra Mundial, fizeram-no pensar a respeito dos perigos de uma guerra nuclear, apoiando o banimento de testes nucleares juntamente com os soviéticos.
Harold Macmillan foi membro de centro-esquerda do Partido Conservador. Durante a depressão da década de 192
, em Stockton, sua cidade natal, Macmillan percebeu que o desemprego seria mais devastador que a inflação. Em 1951, com o retorno dos conservadores ao poder, ele ocupou, sucessivamente, os cargos de Ministro do Interior (1951-1954), da Defesa (1954-1955), das Relações Exteriores (1955) e do Tesouro (1955-1957).
Em janeiro de 1957, Macmillan sucedeu sir Anthony Eden (1897-1977) como primeiro-ministro do Reino Unido. Nos primeiros anos de seu mandato, estabeleceu estreitas relações com os presidentes Dwight D. Eisenhower e John F. Kennedy. Visitou Moscou em tempos de paz e começou, ao lado de Khrushchov, a amenizar a Guerra Fria.
Em 1959, ele devolveu o poder aos conservadores. Entretanto, a economia estava em crise, e, em 1963,  Charles De Gaulle, vetou a proposta de ingresso do Reino Unido na Comunidade Econômica Europeia. Os acontecimentos conspiravam contra ele. No mesmo ano, Macmillan renunciou por causa do Caso Profumo. Em 1984, foi titulado Conde de Stockton, título que seu neto, Alexander Macmillan, herdou com sua morte, dois anos mais tarde.